# Télangiectasie
 Mise en garde médicale

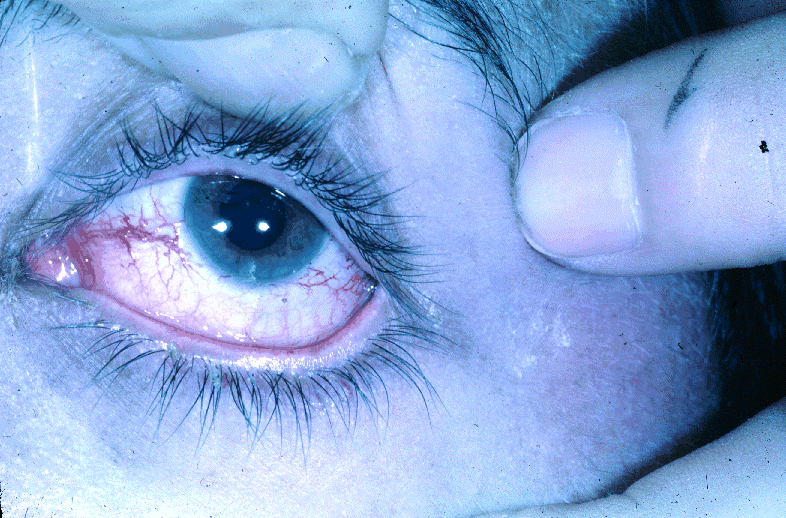
Télangiectasie oculaire

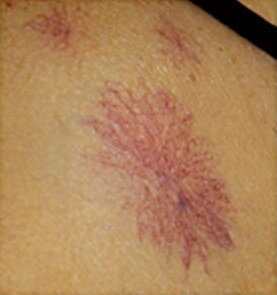
Angiome stellaire ; en étoile ou en araignée (Spider nevus pour les anglophones)

Les télangiectasies (Telangiectasias ou angioectasias pour les anglophones) désignent différentes formes de dilatation de petits vaisseaux sanguins situés près de la surface de la peau, des muqueuses ou du blanc de l'œil, quand cette « dilatation vasculaire » est anormale par sa taille (0,5  à   1 millimètre de diamètre) et sa permanence.
Elles peuvent  être composées d'agrégats anormaux d'artérioles, capillaires ou veinules. Leur couleur varie de rouge à violet. Elles sont rares chez les enfants.
Les télangiectasies peuvent survenir n'importe où sur le corps. Elles apparaissent souvent dans la région du nez, des joues et du menton. Elles peuvent aussi se développer sur les jambes (haut de la cuisse, au-dessous du genou, et autour des chevilles souvent) ; chez les personnes âgées en général.
Les patients qui en souffrent sont soignés par des dermatologues, des phlébologues ou spécialistes de la radiologie interventionnelle.

## Diagnostic différentiel
La télangiectasie est « non-pulsatile », c'est-à-dire qu'elle ne change pas d'aspect avec les battements du coeur ; son tracé est fin et tortueux, mesurant de quelques millimètres à quelques centimètres de long, souvent en arborisation ou en réseau. Elle est le plus souvent localisée, en particulier au visage.
Elle est à différencier du vaisseau dermique normal vu par transparence d'un épiderme et derme atrophique.

Les télangiectasies étant des lésions vasculaires, elles blanchissent lorsque testées en diascopie (avec application d'une pression sur la peau ; pression du doigt, ou d'une plaque de verre permettant d'observer tout changement de couleur).

## Origine
Cette dilatation permanente des petits vaisseaux cutanés peut avoir plusieurs origines (acquises ou congénitales) :

### Causes congénitales
Dans ce cas, il s'agit souvent de symptômes secondaires d'une affection héréditaire (dont beaucoup ont des manifestations ou conséquences touchant la peau, dont sous forme de télangiectasies).
Ces causes sont notamment : 
- certains nævus (naevus flammeus) et Syndrome de Sturge-Weber (d'étiologie inconnue, associé à un nævus touchant la zone de peau innervée par le nerf trijumeau et associée à un nævus facial, un glaucome, angiome méningé et un retard mental ;
- syndrome de Klippel-Trenaunay qui associe une hypertrophie des tissus osseux et mous à des angiomes cutanés et des veines variqueuses ; dès l'enfance ;
- syndrome de Maffucci's (endochondromes et hémangiomes multiples) ;
- maladie de Rendu-Osler (également appelée Télangiectasie hémorragique héréditaire) ;
- ataxie télangiectasie (certains télangiectasies dues à des anomalies de développement peuvent imiter le comportement de tumeurs bénignes vasculaires).

### Autres causes (acquises)
- Origine traumatique (Contusion, certains actes chirurgicaux, chez les personnes âgées notamment) ;
- Dommages cutanés dus à l'exposition au froid ou à la chaleur ;
- Dommages cutanés à la suite d'une exposition à la foudre ;
- peau exposée à une radiothérapie (contre le cancer) ;
- Chimiothérapie ;
- Syndrome carcinoïde (syndrome induit par des tumeurs du système neuroendocrinien) ;
- Syndrome de CREST (variant de la sclerodermie) ;
- traitement par corticostéroides [3] ou inhibiteurs du récepteur de l'EGF ;
- insuffisance veineuse des membres inférieurs ;
- symptôme secondaire d'une maladie ayant des incidences sur la peau (Maladie de Lyme, quand elle est induite par Borrelia afzelii et associée à une acrodermatite chronique atrophiante ;
- angiome étoilé, fréquent chez les femmes enceintes et touchant aussi des patients présentant une  cirrhose hépatique (alcooliques de longue date, anciens alcooliques), souvent associés à un érythème palmaire. Chez les hommes, ils sont souvent liés à des taux anormalement élevés d'œstrogène induit par une maladie du foie ou une dégradation du foie (par l'alcool notamment).
- traitement sous amlodipine en zones photoexposées.

## Symptôme possible de...
C'est un symptôme possible de :
- la rosacée (qu'il est possible de réduire par le biais de la vitropression) ;
- de l'acrodermatite chronique atrophiante, qui apparait dans certains cas de la maladie de Lyme ;
- de l'ataxie télangiectasie (AT ; maladie récessive rare, dont le déterminant génétique a été publié en 1997[4])[5], qui semble prédisposer à certains cancers (pour cause de mauvaise réparation de l'ADN) et à une grande sensibilité à l'exposition aux rayons X ou gamma[4].

## Traitements
La sclérothérapie a été un traitement recommandé, présenté comme préférable au laser pour éliminer les télangiectasies et les petites veines des jambes variqueuses ; ce traitement consiste à injecter un « médicament sclérosant » (du Polidocanol commercialisé sous le nom de Aetoxisclérol ou du tétradécyl sulfate de sodium commercialisé sous le nom de Fibrovein) dans la veine malade afin qu'elle durcisse et finisse par se rétracter. Cependant, des indices et preuves récentes remettent en cause la sclérothérapie en raison des problèmes posés par la mousse contenant le sclérosant, celle-ci pouvant être irritante. Elle est aussi entrainée rapidement par le système circulatoire jusque dans le cœur du patient et dans ses poumons, voire dans certains cas, jusqu'au cerveau via le foramen ovale. Ceci a conduit à des préoccupations concernant la sécurité de ce traitement (sclérothérapie) pour les télangiectasies et les varicosités.  Des cas d'AVC et d'accidents ischémiques transitoires ont en effet été observés après sclérothérapie.
Les varices peuvent être traitées avec sclérothérapie à la mousse, un traitement par laser endoveineux, l'ablation par radiofréquence ou par la chirurgie. La sclérothérapie semble être la solution comportant le plus de risques, en particulier en termes de risque systémique de la TVP, d'embolie pulmonaire et d'accident vasculaire cérébral. La sclérothérapie en traitement de varicosités pose aussi des problèmes de coloration et parfois d'ulcération. En outre plusieurs séances de traitement sont souvent nécessaires.
Les télangiectasies du visage sont souvent traitées au laser. La thérapie au laser utilise un faisceau lumineux qui est pulsé sur les veines afin de les sceller, les obligeant à se dissoudre. Ces traitements à base de lumière nécessitent un chauffage adéquat des veines. Ils peuvent entraîner la destruction des glandes sudoripares (le risque augmentant avec le nombre de traitements).